# 逃亡
逃亡（とうぼう）とは、束縛や義務などから逃げ、身を隠すこと。

## 概要
重大犯罪で嫌疑をかけられた者が政府等の権力を持つ勢力から身柄拘束を求められた際に、刑事施設に勾留されたり刑罰を受けるのを避けて自由を得るために、逃亡をする場合がある。

## 日本の事例
日本では一度身柄を拘束された後に逃亡すると逃走の罪であり、犯罪嫌疑がかかっていることが明らかな人間の逃亡の手助け（逃亡支援）をすると犯人隠匿罪に該当する。
刑事訴訟法第61条では、被告人の勾留は被告人に対し被告事件を告げこれに関する陳述を聴いた後でなければ原則行うことができないが、同条但し書きで被告人が逃亡した場合は被告人に対し被告事件を告げなくても行うことができる。道路交通法第125条では、道路交通法違反をした運転者に対留守交通反則通告制度における違反者への告知では、反則行為となるべき事実の要旨及び当該反則行為が属する反則行為の種別を違反者に通告しないと原則行うことができないが、逃亡するおそれがあるときは例外として通告しなくても行うことができる。

### 日本で公開指名手配されて日本国内で長期逃亡した例
以下では日本国内で指名手配されて、5年以上逃亡し身柄が確保された例について記載する。
| 事件（逃亡者名）                    | 逃亡期間                      | 身柄確保場所     | 逃亡年数  |
| ----------------------------------- | ----------------------------- | ---------------- | --------- |
| 連続企業爆破事件（桐島聡）          | 1975年5月23日 - 2024年1月25日 | 神奈川県鎌倉市   | 約49年間  |
| 渋谷暴動事件（大坂正明）            | 1972年2月 - 2017年5月18日     | 広島県広島市     | 約45年間  |
| ハーグ事件（重信房子）              | 1974年 - 2000年11月8日        | 大阪府高槻市     | 約26年間  |
| オウム真理教事件（高橋克也）        | 1995年5月22日 - 2012年6月15日 | 東京都大田区     | 約17年間  |
| オウム真理教事件（菊地直子）        | 1995年5月22日 - 2012年6月3日  | 神奈川県相模原市 | 約17年間  |
| オウム真理教事件（平田信）          | 1995年5月31日 - 2012年1月1日  | 東京都千代田区   | 約16年間  |
| 宅見若頭射殺事件（1名）             | 1997年 - 2013年6月5日         | 埼玉県狭山市     | 約16年間  |
| 松山ホステス殺害事件（福田和子）    | 1982年 - 1997年7月29日        | 福井県福井市     | 約15年間  |
| 新宮南組組長代行射殺事件（1名）     | 1999年 - 2014年7月23日        | 愛知県高浜市     | 約15年間  |
| 岐阜ホステス殺害事件（1名）         | 1984年 - 1998年9月30日        | 埼玉県蕨市       | 約14年間  |
| 朝霞自衛官殺害事件（滝田修）        | 1972年1月9日 - 1982年8月8日   | 神奈川県川崎市   | 約11年間  |
| 大阪市北区暴力団銃撃事件（1名）     | 1996年 - 2006年10月14日       | 秋田県羽後町     | 約10年間  |
| 東京不動産会社社長殺害事件（1名）   | 1979年4月 - 1989年11月28日    | 滋賀県           | 約9年間   |
| 平塚市女性暴行致傷事件（1名）       | 1999年 - 2008年8月15日        | 東京都新宿区     | 約9年間   |
| テレクラ放火殺人事件（1名）         | 2000年5月 - 2008年7月28日     | 愛媛県新居浜市   | 約8年間   |
| 東京・山梨連続リンチ殺人事件（1名） | 2000年9月 - 2011年11月1日     | 千葉県成田市     | 約8年間   |
| 千葉市中央区警官ひき逃げ事件（1名） | 2003年 - 2009年9月29日        | 北九州市小倉北区 | 約7年間   |
| 連続企業爆破事件（宇賀神寿一）      | 1975年5月23日 - 1982年7月13日 | 東京都板橋区     | 約7年間   |
| 堺市夫婦殺害事件（1名）             | 1998年 - 2005年7月            |                  | 約7年間   |
| 加藤三郎連続爆破事件（加藤三郎）    | 1976年 - 1983年5月            |                  | 約7年間   |
| 宅見若頭射殺事件（1名）             | 1998年 - 2004年10月26日       | 大阪府豊中市     | 約6年間   |
| 大阪替え玉殺人事件（1名）           | 2002年5月 - 2007年10月25日    | 東京都江東区     | 約5.5年間 |
| 成田両親殺傷事件（1名）             | 2003年12月25日 - 2009年5月9日 | 神奈川県平塚市   | 約5年間   |
| 杉並資産家老女殺害事件（2名）       | 1990年2月28日 - 1995年6月28日 | 茨城県千代田町   | 約5年間   |

## アメリカの事例
1974年、警官への発砲の罪で有罪が確定し、収容されていた男がコロラド州の矯正施設から脱獄。2020年に逮捕されるまで40年以上逃亡していた事例がある。

## 元ナチス党員らの事例
第二次世界大戦中にナチス・ドイツのホロコーストに関与した元ナチス党員、元親衛隊隊員らの多くは、戦後、追及を逃れるために国内、遠くは南アメリカまで逃亡した。長期間逃亡後に補足された事例は、ナチ・ハンターの項を参照のこと。